# Фрэнки Космос
Грета Симона Клайн (англ. Greta Simone Kline; род. 21 марта 1994), наиболее известная как Фрэнки Космос (англ. Frankie Cosmos) — американская певица и музыкант. Она известна как автор инди-музыки, вдохновлённой поэзией Фрэнка О’Хары, культуры DIY, поддерживаемой лейблом K Records, а также антифолк-сценой Нью-Йорка начала 2000-х. Также Клайн является бывшей бас-гитаристкой группы Porches. Дочь актёров Кевина Клайна и Фиби Кейтс.

## Биография

### Ранняя жизнь
Грета Клайн родилась в Нью-Йорке, в семье оскароносного актёра Кевина Клайна и актрисы Фиби Кейтс. Её отец имеет германо-еврейское и ирландское происхождение, а её мать имеет русско-еврейское и китайско-филиппинское происхождение.
Клайн была введена в мир музыки своей семьёй. В седьмом классе стала осваивать гитару в качестве своего основного инструмента, а также попутно играла на фортепиано и на ударных. Большую часть старшей школы провела на домашнем обучении, посещая местные концерты андеграундной рок-музыки в Уэстчестерском округе.
Появилась в фильмах «Юбилейный вечер» (2001) и «Кальмар и кит» (2005), вместе со своим братом Оуэном Клайном. В 2012 году поступила в Нью-Йоркский университет для изучения поэзии.

### Карьера
Клайн начала выступать и записывать инди-музыку под псевдонимом Ингрид Суперстар (англ. Ingrid Superstar). Она выпустила ряд лоу-фай записей, записав большую их часть в сотрудничестве с Bandcamp. В начале 2010-х общалась с группой артистов, посещавших Перчейз-колледж, через которых познакомилась с владельцем инди-лейбла Double Double Whammy. В конце 2011 года она стала выступать под псевдонимом «Фрэнки Космос». Данное имя было придумано её бойфрендом Ароном Мэйном — участником группы Porches. Также Мэйн играет на ударных в группе Фрэнки Космос, а сама Клайн играла на бас-гитаре в Porches.
В 2014 году Клайн под именем Фрэнки Космос вместе со своей группой выпустила дебютный альбом, Zentropy.
13 ноября 2015 года на Bayonet Records вышел мини-альбом Fit Me In. 1 апреля 2016 года на том же лейбле Клайн выпустила свой второй альбом  Next Thing.
12 апреля 2017 года Фрэнки Космос анонсировала даты своего тура, подписала контракт с лейблом Sub Pop records и объявила о том, что работает над новым альбомом

## Аккомпанирующая группа
- Люк Пирсон — ударные, вокал
- Дэвид Мистери (Дэвид Мэйн) — бас-гитара, клавишные
- Лорен Мартин — гармонии, клавишные, синтезаторы

### Бывшие участники
- Ронни Мистери (Арон Мэйн) — ударные, вокал
- Габби Тирдроп (Габриэл Смит) — гармонии, клавишные, синтезаторы

## Дискография

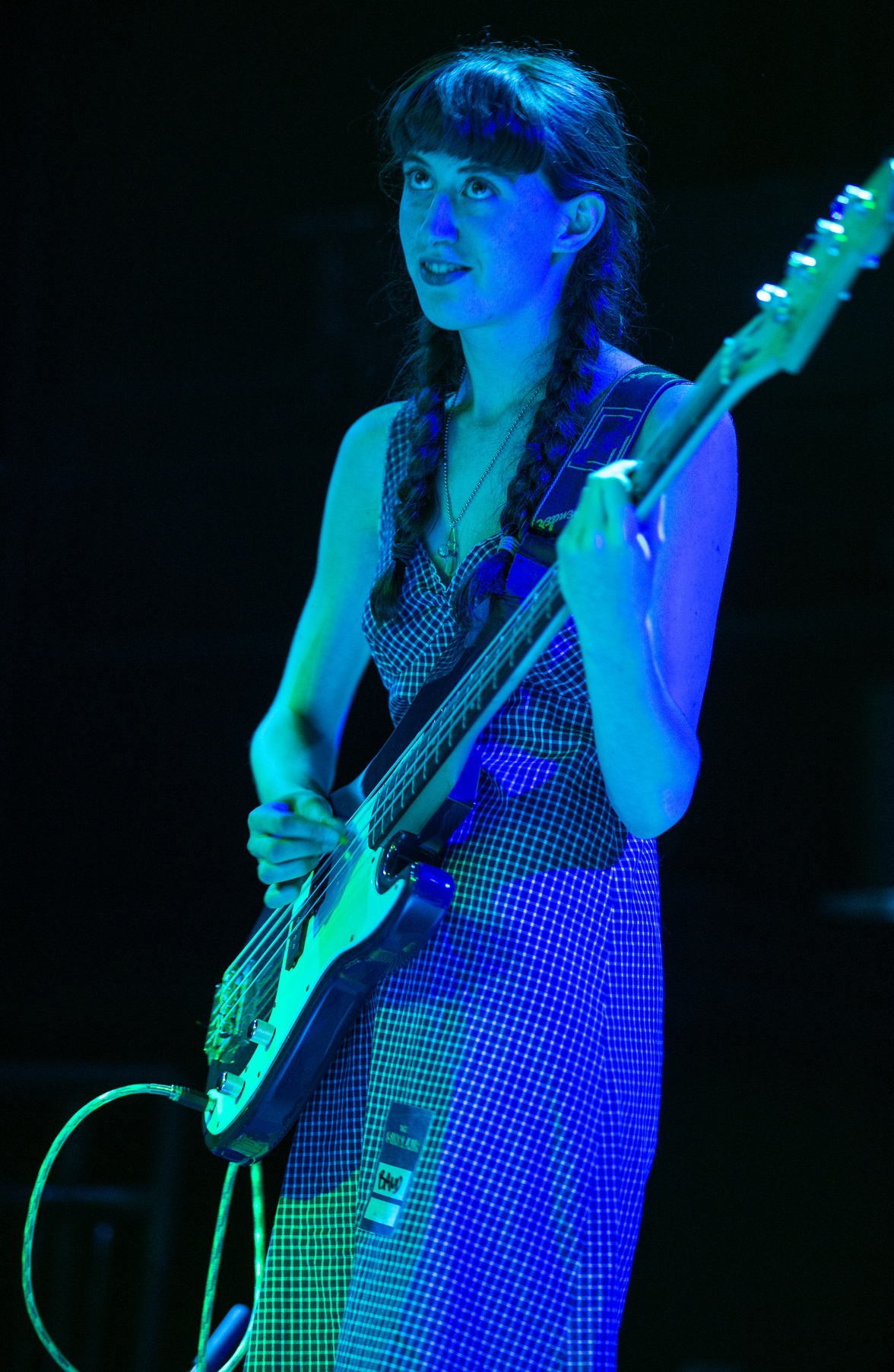
Грета Клайн во время выступления в составе Porches. 2014 год.

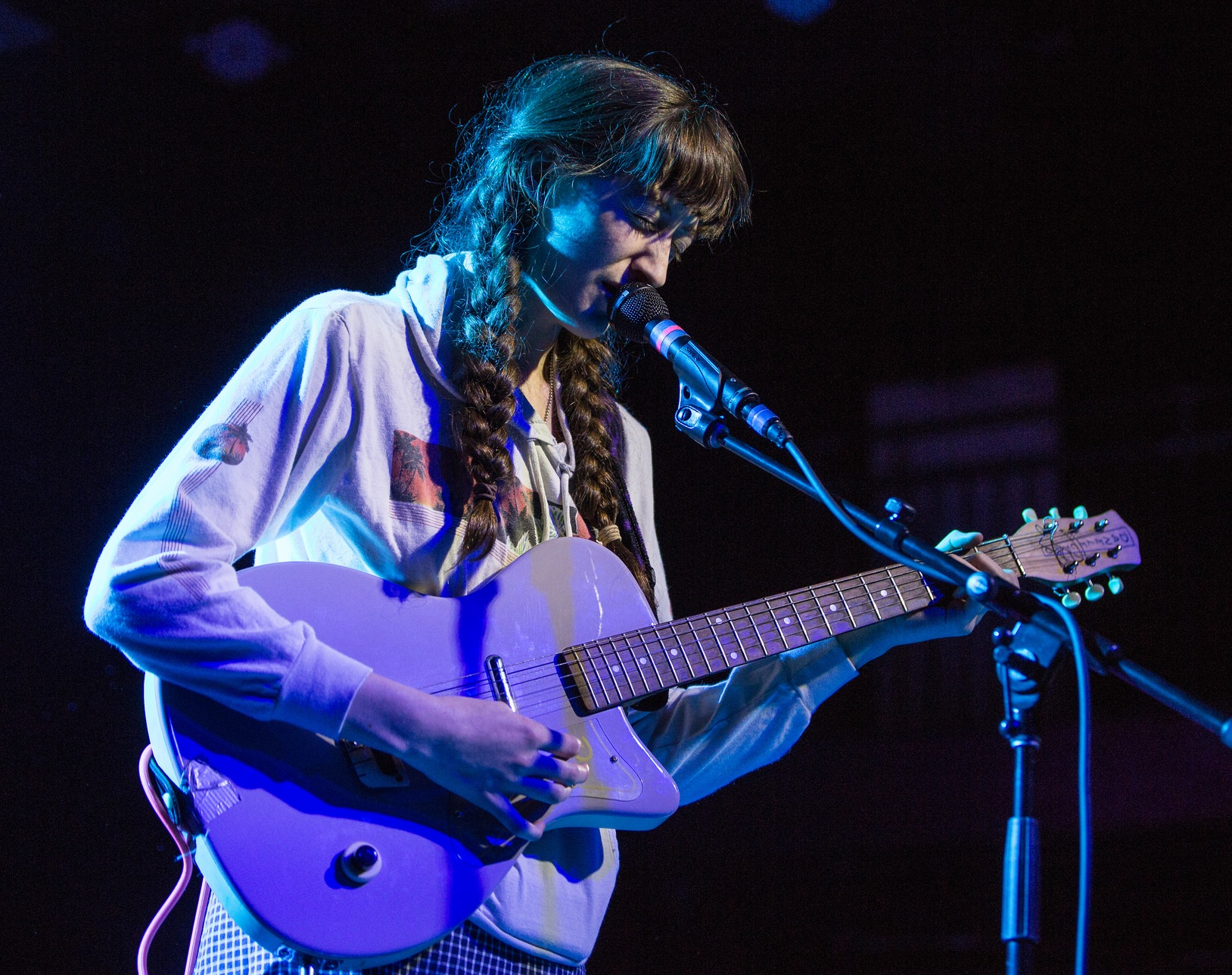
Во время своего сольного концерта. 2014 год.

### Студийные альбомы
- Zentropy (2014)
- Next Thing[англ.] (2016)

### Мини-альбомы
- Fit Me In (2015)

### Bandcamp exclusives
- sickerwinter (2012)
- birth of penis (2012)
- separation anxiety (2012)
- thanks for everything (2012)
- woodchip arthur and his sweaty palms (2012)
- LOSING (2012)
- Wobbling (2013)
- moss (2013)
- why am i underwater? (2013)
- DADDY COOL (2013)
- im sorry im hi lets go (2013)
- pure suburb (2013)
- donutes (2014)
- affirms glinting (2014)
- quick songs (2014)

В качестве Ингрид Суперстар
- adventures (2009)
- amnesia the fifth (2011)
- songs about HIM (2011)
- i’mall fuced up (2011)
- Collaborative Farting (2011)
- brown cow chockmilk (patterns) (2011)
- Sunrise Over Interpositioned Buildings (2011)
- suckups vs. lovers (2011)
- shit about fuck (2011)
- the landlord LOVES restaurants! (2011)
- Couch Potato (2011)
- Jared Leto Can’t Read (2011)
- Do you KNow my Friend JOM (2011)
- No Can Do (2011)
- sunshine over intertwined feelings (2011)

В качестве Греты
- Songs I Made. Hi (2011)

В качестве Ингрид
- ingrid you’ve done it again (2011)
- in yr dreams (2011)
- sMartyr (2011)
- yellow single (2011)
- long thin monster single (2011)

В качестве Little Bear
- He Is Risen: DANK (2011)

В составе The Ingrates
- and it made me cry for a long time and i dont like crying (2011)
- The Artist Formerly Known As Ingrid (2011)
- rings left by cups on black tables (2011)

В качестве Zebu Fur
- telescoping (2011)
- i’m bad news (2011)
- skinned elbow = now you’re cool (2011)
- i’ve never been in love before baby, pretend i’m slick (2011)

В качестве Греты
- Kaleidescoping (2012)

В качестве Франклин Космос
- much ado about fucking (2012)

Под названием Frankie Cosmos and the Emptiness
- love rind (2013)
- told you so (2013)

### Музыкальные видео
- «Art School» (2014; реж. София Беннетт Холмс)[12]
- «Embody» (2014)
- «Is It Possible / Sleep Song» (2016)

## Фильмография
- Юбилейный вечер (2001)
- Кальмар и кит (2005)